# Fritz Diederichs
Fritz Diederichs (Dortmund, 15 febbraio 1912 – Dortmund, 28 gennaio 2001) è stato un ciclista su strada tedesco, attivo dal 1937 al 1939 e poi nuovamente dal 1946 al 1950 vinse tre tappe al Deutschland Tour corsa che concluse per due volte sul podio finale, secondo nel 1937 e terzo ben dieci anni dopo, nel 1947.

## Palmares
- 1937 (Phänomen, una vittoria)

2ª tappa Deutschland Tour (Breslavia > Chemnitz)
- 1938 (Phänomen, due vittorie)

Berlin-Cottbus-Berlin
Harzrundfahrt - Tour du Harz
- 1939 (Phänomen, una vittoria)

17ª tappa Deutschland Tour (Colonia > Dortmund)
- 1947 (Dürkopp, una vittoria)

2ª tappa Deutschland Tour (Bonn > Bonn)

### Altri successi
- 1937 (Phänomen, una vittoria)

Berlino (criterium)